# Milano-Sanremo 1960
La Milano-Sanremo 1960, cinquantunesima edizione della corsa, fu disputata il 19 marzo 1960, per un percorso totale di 288 km. Fu in questa occasione che venne introdotto il passaggio sull'iconica salita del Poggio di Sanremo, per rendere meno scontato il finale di gara, nelle ultime occasioni appannaggio dei velocisti stranieri. Fu vinta dal francese René Privat, giunto al traguardo con il tempo di 6h45'15" alla media di 42,640 km/h davanti a Jean Graczyk e Yvo Molenaers.
I ciclisti che partirono da Milano furono 203; coloro che tagliarono il traguardo a Sanremo furono 121.

## Ordine d'arrivo (Top 10)
| Pos. | Corridore          | Squadra        | Tempo    |
| ---- | ------------------ | -------------- | -------- |
| 1    | René Privat        | Mercier-BP     | 6h45'15" |
| 2    | Jean Graczyk       | Helyett-Leroux | a 11"    |
| 3    | Yvo Molenaers      | Carpano        | a 20"    |
| 4    | Arthur De Cabooter | Groene Leeuw   | a 1'40"  |
| 5    | Pierre Ruby        | Peugeot-BP     | s.t.     |
| 6    | Rik Van Looy       | Faema          | s.t.     |
| 7    | Frans De Mulder    | Groene Leeuw   | s.t.     |
| 8    | Jo de Roo          | Helyett-Leroux | s.t.     |
| 9    | René Fournier      | Saint-Raphaël  | s.t.     |
| 10   | Frans Schoubben    | Peugeot-BP     | s.t.     |